# Lauenberg
Lauenberg ist ein niedersächsisches Dorf. Es gehört zur Stadt Dassel und liegt im Landkreis Northeim am Ostrand des Sollings.

## Geographie

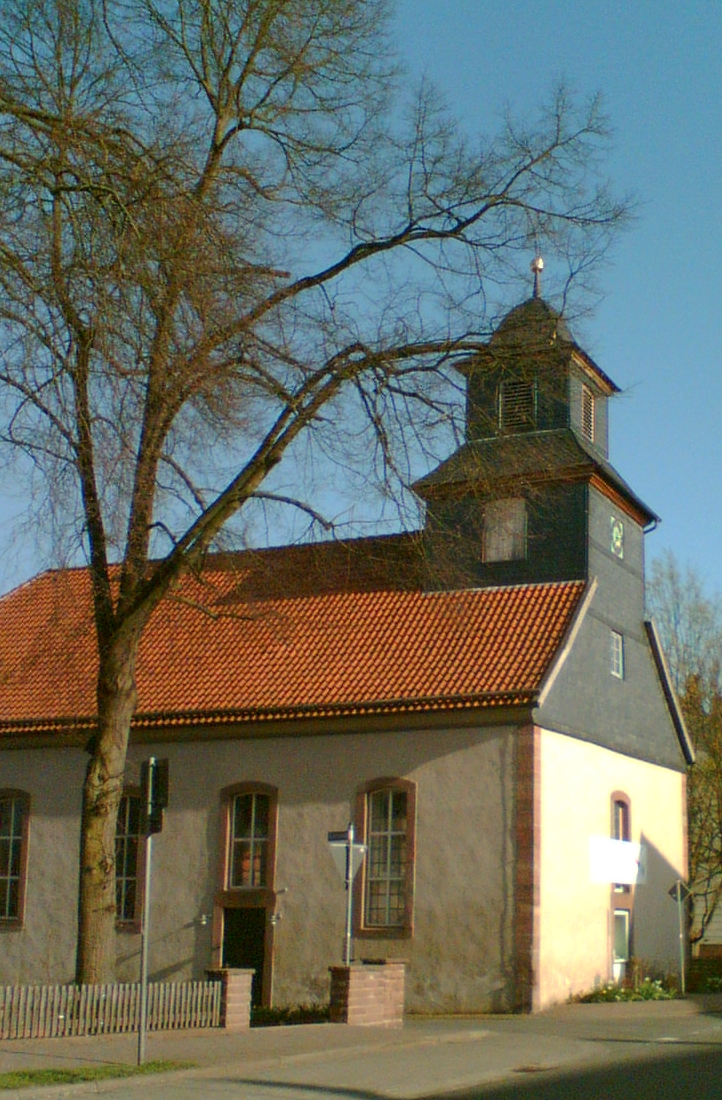
Kirche Lauenberg

Lauenberg liegt in einem von Ahlsburg (Höhenzug), Ellenser Wald und Solling umsäumten und von der Dieße durchflossenen Tal. Südwestlich von Lauenberg befinden sich die Eichenhudewälder bei Lauenberg.

## Geschichte
Den Ort überragt die Ruine der Löwenburg, die auch Lauenburg genannt wird. Nach nicht schriftlich abgesicherter Überlieferung ist sie im Hochmittelalter von den Grafen von Dassel erbaut worden und soll um 1250 an die Welfen übergegangen sein. Die erste urkundliche Erwähnung ist erst aus dem Jahr 1388 überliefert und bezieht sich auf die Burg: daz slosz Lewenberg. Der Name ist wie bei zahlreichen anderen Burgen auf das mittelniederdeutsche löuwe, lauwe, lōwe, lēwe = „Löwe“ und damit auf ein beliebtes Wappentier zurückzuführen. Während der Hildesheimer Stiftsfehde griffen 1519 auf der Burg Hunnesrück stationierte hildesheimische Truppen die Lauenburg an. Dies gilt als Ursache für die heute sichtbare Zerstörung der Burg. Die Lauenberger Kirche St. Petrus wurde 1779 im Stil einer Saalkirche erbaut.
Lauenberg wurde am 1. März 1974 in die Stadt Dassel eingegliedert.

## Seelzerthurm
Die Siedlung Seelzerthurm liegt rund einen Kilometer nördlich von Lauenberg. Die heutigen Gebäude stehen an der Stelle eines früheren Wartturmes. 1569 wird er in einer Urkunde Erichs II. Seltzer Thurmb genannt. Der Name leitet sich von der dortigen Feldmark ab, die nach dem wüst gefallenen Dorf Selessen benannt war. Der Turm diente der Grenzüberwachung zwischen dem calenbergischen Amt Erichsburg und dem hildesheimischen Amt Hunnesrück. Das erste Wohngebäude war ein im 17. Jahrhundert errichtetes Forsthaus.

## Politik

### Ortsrat
Der Ortsrat in Lauenberg setzt sich aus elf Ratsfrauen und Ratsherren zusammen. Bei der Kommunalwahl 2021 ergab sich aus dem Ergebnis folgende Sitzverteilung:
| Ortsrat 2021Insgesamt 11 Sitze - SPD: 3 - UWG: 8 |

### Ortsbürgermeister
Ortsbürgermeister ist Marcel Müller.

## Wirtschaft und Infrastruktur
Ein wichtiger Wirtschaftsfaktor ist der Tourismus, wofür der Badesee und der Reisemobil-Stellplatz von Bedeutung sind, die am südlichen Ortsrand im Tal der Dieße gelegen sind.
Die Landesstraße 547, die bei Moringen in die Bundesstraße 241 übergeht, führt von Lauenberg auf die Bundesautobahn 7.

## Kultur
Lauenberg ist durch seine Vereine wie den TSV Lauenberg und die Sollingmusikanten und als südniedersächsische Karnevalshochburg bekannt. Die Freiwillige Feuerwehr Lauenberg wurde 1927 gegründet.

## Persönlichkeiten
- Fritz Lamprecht (* 1893 in Seelzerthurm; † 1961), Offizier, Vizeadmiral
- Martin Kruse (* 1929 in Lauenberg; † 2022), lutherischer Theologe und von 1977 bis 1994 Bischof der Evangelischen Kirche von Berlin-Brandenburg